# Copenhagen (película de 2002)
Copenhagen es una obra televisiva británica de 2002, película escrita y dirigida por Howard Davies, y protagonizada por Daniel Craig, Stephen Rea, y Francesca Annis, basada en la obra de teatro Copenhagen de Michael Frayn.

## Sinopsis
La historia se centra una reunión entre los físicos Niels Bohr y Werner Heisenberg en Copenhague en 1941 para hablar de su trabajo y amistad pasada, así como refleja la función de Heisenberg en el programa de bomba atómica alemán durante Segunda Guerra Mundial.

## Reparto
- Stephen Rea ... Niels Bohr
- Daniel Craig ... Werner Heisenberg
- Francesca Annis ... Margrethe Bohr

## Producción
La película estuvo producida por BBC Fictionlab para BBC Four, en asociación con KCET.

## Publicación
La película fue emitida por primera vez en la BBC Cuatro el 26 de septiembre de 2002, precedido por un prólogo con Frayn, y seguido por un epílogo por Michio Kaku y un documental en los acontecimientos históricos. 